# Belice en los Juegos Olímpicos de París 2024
Belice estuvo representado en los Juegos Olímpicos de París 2024 por un deportista que compitió en atletismo.
El portador de la bandera en la ceremonia de apertura fue el atleta Shaun Gill. El equipo olímpico beliceño no obtuvo ninguna medalla en estos Juegos.